# Тюрнясевское сельское поселение
Тюрнясевское се́льское поселе́ние — муниципальное образование в Нурлатском районе Татарстана Российской Федерации.
Основано в середине 18 в. В дореволюционных источниках упоминается также как Слобода Турнясева, Александровка. До реформы 1861 г. жители относились к категории помещичьих крестьян. Занимались земледелием, разведением скота. В начале 20 в. здесь функционировали церковно-приходская школа (была открыта в 1875 г.), паровая и водяная мельницы, крупообдирка, кузница, 2 мелочные лавки. В этот период земельный надел сельской общины составлял 620 десятин.
До 1920 г. село входило в Егоркинскую волость Чистопольского уезда Казанской губернии. С 1920 г. в составе Чистопольского кантона Татарской АССР. С 10.08.1930 г. в Октябрьском, с 10.02.1935 г. в Тельманском, с 16.07.1958 г. в Октябрьском, с 10.12.1997 г. в Нурлатском районах.
Административный центр — село Тюрнясево.

## История
Статус и границы сельского поселения установлены Законом Республики Татарстан от 31 января 2005 года № 32-ЗРТ «Об установлении границ территорий и статусе муниципального образования "Нурлатский муниципальный район" и муниципальных образований в его составе».

## Население
| 2010  | 2011  | 2012  | 2013  | 2014  | 2015  | 2016  |
| ----- | ----- | ----- | ----- | ----- | ----- | ----- |
| 1496  | ↘1489 | ↘1458 | ↘1432 | ↘1417 | ↘1394 | ↘1367 |
| 2017  | 2018  |       |       |       |       |       |
| ↘1347 | ↘1313 |       |       |       |       |       |

## Состав сельского поселения
| № | Населённый пункт                      | Тип населённого пункта       | Население |
| - | ------------------------------------- | ---------------------------- | --------- |
| 1 | Первой Бригады Совхоза                | посёлок                      |           |
| 2 | Посёлок Гайтанского Отделения Совхоза | посёлок                      |           |
| 3 | Тюрнясево                             | село, административный центр |           |